# 交配
交配（こうはい）とは、生物の個体間の受粉や受精のこと、特に繁殖や品種改良・育種などのため、人為的にこれを行うことである。両親が同じ系統、同じ品種などの場合には同系交配、異なる場合には異系交配、異種交配、品種間交配などといい、単に交雑ともいう。また、血縁関係の近い個体同士の交配を近親交配という。
交配という用語は、細菌、古細菌、ウイルスの関連プロセスにも適用されます。 これらの場合の交配には、相同染色体の対形成を伴う個体の対形成が含まれ、その後、ゲノム情報の交換が行われ、組換え子孫の形成につながります（交配システムを参照）。